# Gouvernement Muhammad Azam Khan
Mahmood Khan Arshad Hussain Shah
Le gouvernement Muhammad Azam Khan est le gouvernement du Khyber Pakhtunkhwa depuis le 26 janvier 2023. Un premier gouvernement a été formé le 26 janvier 2023 et un second le 19 août 2023.

## Historique

### Premier gouvernement
Muhammad Azam Khan est désigné le 20 janvier 2023 ministre en chef par un accord entre le ministre en chef et le chef de l'opposition sortants du Khyber Pakhtunkhwa. L'Assemblée provinciale de Khyber Pakhtunkhwa a été dissoute le 18 janvier à la demande du chef de l'opposition du Pakistan et du Mouvement du Pakistan pour la justice (PTI), Imran Khan, qui souhaite faire pression sur le gouvernement pour organiser les élections législatives pakistanaises de 2023 de manière anticipée.
Le gouvernement est formé le 26 janvier et les portefeuilles attribués le 3 février.

### Second gouvernement
Le gouvernement démissionne le 12 août sur instruction de la commission électorale à la suite d'un recours des députés sortants de l'Assemblée provinciale  membres du PTI accusant les membres du gouvernement de partialité et d'interférences sur le scrutin à venir au profit du Mouvement démocratique pakistanais. Un nouveau gouvernement est formé le 19 août,. Les portefeuilles sont attribués le 24 août.

### Succession
Le 11 novembre, Azam Khan meurt à 89 ans. Arshad Hussain Shah lui succède le lendemain, après consultation du ministre en chef et du chef de l'opposition de l'ancienne législature. Un recours est déposé à la suite de cette nomination.

## Composition

### Gouvernement du 26 janvier 2023
| Poste                                                                                             | Titulaire | Titulaire               | Parti |
| ------------------------------------------------------------------------------------------------- | --------- | ----------------------- | ----- |
| Ministre en chef                                                                                  |           | Muhammad Azam Khan      | Sans  |
| Ministre de l'Administration Ministre de la Liaison inter-provinciale                             |           | Masood Shah             | Sans  |
| Ministre de l'Agriculture, du Bétail et de la Pêche Ministre des Coopératives                     |           | Abdul Haleem Qusriya    | Sans  |
| Ministre des Transports Ministre des Sciences et des Technologies de l'Information                |           | Shahid Khan Khattak     | Sans  |
| Ministre de l'Information, de la Culture et du Tourisme                                           |           | Jamal Kakakhel          | Sans  |
| Ministre du Droit et des Affaires parlementaires Ministre de l'Éducation secondaire et supérieure |           | Irshad Qaiser           | Sans  |
| Ministre de la Communication Ministre des Travaux                                                 |           | Mohammad Ali Shah       | Sans  |
| Ministre de l'Environnement et des Forêts Ministre de l'Alimentation                              |           | Bakht Nawaz Khan Thakot | Sans  |
| Ministre des Taxes Ministre du Travail                                                            |           | Manzoor Khan Afridi     | Sans  |
| Ministre de l'Industrie Ministre du Commerce Ministre du Revenu                                   |           | Adnan Jalil             | Sans  |
| Ministre des Mines et des Minéraux                                                                |           | Mohammad Ghufran        | Sans  |
| Ministre de la Santé Ministre du Plan et du Développement                                         |           | Hamid Shah              | Sans  |
| Ministre du Logement Ministre des Prisons                                                         |           | Shafiullah Khan         | Sans  |
| Ministre du Gouvernement local Ministre du Développement rural                                    |           | Sawal Nazir             | Sans  |
| Ministre de l'Irrigation Ministre de la Réhabilitation                                            |           | Fazal Elahi             | Sans  |
| Ministre du Relief Ministre de l'Alimentation Ministre du Peuplement                              |           | Taj Mohammad Afridi     | Sans  |
| Ministre sans portefeuille                                                                        |           | Khushdil Khan Malik     | Sans  |

### Gouvernement du 19 août 2023
| Poste                                                                 | Titulaire | Titulaire            | Parti |
| --------------------------------------------------------------------- | --------- | -------------------- | ----- |
| Ministre en chef                                                      |           | Muhammad Azam Khan   | Sans  |
| Ministre de l'Information, de la Culture et du Tourisme               |           | Jamal Kakakhel       | Sans  |
| Ministre des Prisons, de la Réhabilitation et du Repeuplement         |           | Irshad Qaiser        | Sans  |
| Ministre de l'Administration Ministre de la Liaison inter-provinciale |           | Masood Shah          | Sans  |
| Ministre des Sciences, des Technologies et des Sports                 |           | Najeebullah          | Sans  |
| Ministre des Districts fusionnés                                      |           | Amir Abdullah        | Sans  |
| Ministre de l'Environnement et des Forêts Ministre de l'Alimentation  |           | Asif Rafiq           | Sans  |
| Ministre de l'Éducation secondaire et supérieure                      |           | Mohammad Qasim Jan   | Sans  |
| Ministre des Finances                                                 |           | Ahmed Rasool Bangash | Sans  |
| Ministre de la Justice, Waqfs et Droits de l'homme                    |           | Arshad Hussain Shah  | Sans  |